# ابوالحسن فروغی
ابوالحسن فروغی (۱۲۷۰ – ۱۳۳۸) ادیب، فیلسوف و سیاستمدار ایرانی‌ بود. او فرزند محمدحسین فروغی و برادر محمدعلی فروغی است. فروغی از مؤسسان مدرسه عالی دارالمعلمین بود.

## فروغی و روشنفکری دینی
از فروغی به عنوان یکی از پیشگامان روشنفکری دینی ایران یاد می‌شود. حسن یوسفی اشکوری در مصاحبه‌ای می‌گوید:
به‌طور کلی می‌توان گفت میرزا ابوالحسن خان فروغی، که مهندس بازرگان مستقیماً شاگرد او بوده‌است، پدر روشن‌فکری دینی در ایران است؛ که اتفاقاً در ضمن نامه‌ای از بازرگان تعریف می‌کند و پیش‌بینی می‌کند که وی آیندهٔ درخشانی خواهد داشت. ابوالحسن خان فروغی بیشتر به «عقل تجربی و نگاه علمی» اعتقاد دارد و بازرگان می‌گوید که من نگاه به قرآن را از استادم ابوالحسن خان فروغی آموختم و جالب است که شریعتی هم در سال‌های ۲۸ و ۲۹ که به تهران می‌آید و در جلسات او شرکت می‌کند، شیفته‌اش می‌شود، چرا که هم فروغی و هم شریعتی و بازرگان تجربه‌گرا بودند و با دید علمی به دین و قرآن نگاه می‌کردند. آن‌ها می‌گفتند که روش شناخت قرآن فلسفی و کلامی و برهانی و عرفانی نیست. روش شناخت، «شناخت علمی» است.